# Linguère (departamento)
Linguère é um departamento da região de Louga, no Senegal.